# Pettoncourt

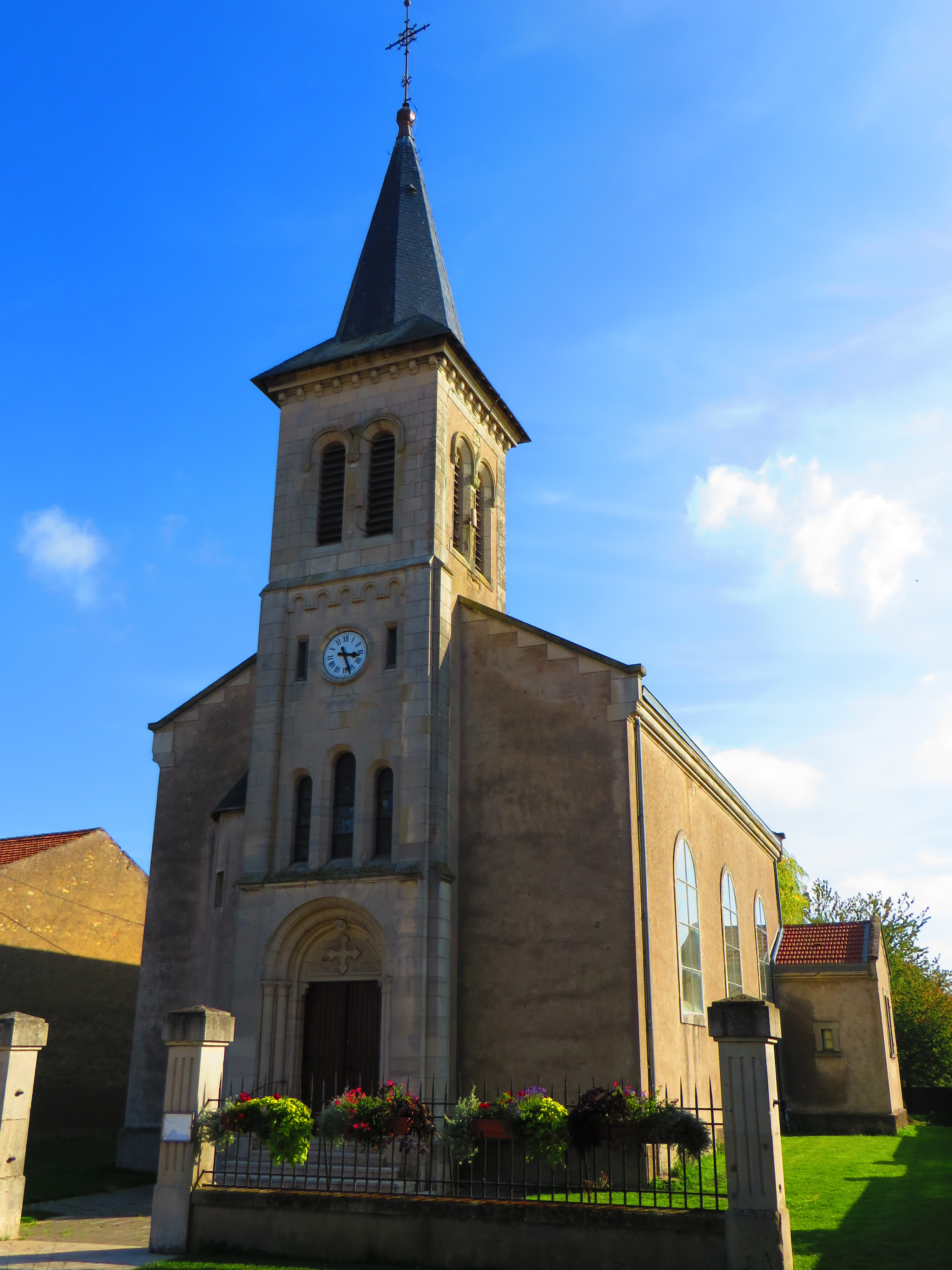
Kirche St. Clément

Pettoncourt ist eine französische Gemeinde mit 298 Einwohnern (Stand 1. Januar 2022) im Département Moselle in der Region Grand Est (bis 2015 Lothringen). Sie gehört zum Arrondissement Sarrebourg-Château-Salins. 

## Geographie
Die Gemeinde Pettoncourt liegt in Lothringen, 40 Kilometer südöstlich von Metz und 8½ Kilometer südwestlich von Château-Salins sowie etwa 20 Kilometer nordöstlich von Nancy am rechten Ufer der Seille, die hier die Grenze zum Département Meurthe-et-Moselle bildet. Das Gemeindegebiet auf einer Höhe zwischen 197 und 282 m über dem Meeresspiegel umfasst 4,9 km².

## Geschichte
Der Ort gehörte im Mittelalter zum Bistum Metz. Auf der Gemarkung der Ortschaft befanden sich im 19. Jahrhundert alte Mauerreste. Im Jahr 1398 erhielt Georges von Serrières hier Güter von Jean de Beaufremont.
Durch den Frankfurter Frieden vom 10. Mai 1871 kam die Region an das deutsche Reichsland Elsaß-Lothringen, und das Dorf wurde dem Kreis Château-Salins im Bezirk Lothringen zugeordnet. Die Dorfbewohner betrieben Getreide-, Wein-, Gemüse- und Futterpflanzenbau.  Nach dem Ersten Weltkrieg musste die Region aufgrund der Bestimmungen des Versailler Vertrags 1919 an Frankreich abgetreten werden. 
Das Dorf trug 1915–1919 und 1940–1944 den eingedeutschten Namen Pettenhofen.

### Bevölkerungsentwicklung
| Jahr      | 1962 | 1968 | 1975 | 1982 | 1990 | 1999 | 2007 | 2019 |
| Einwohner | 166  | 147  | 179  | 229  | 255  | 260  | 290  | 295  |

## Wappen
Die goldenen Steine im Gemeindewappen sind Insignien des Hochstifts Metz, zu dessen Territorium Pettoncourt früher gehörte; der Drache Graouilly ist das Attribut des Heiligen Clemens, des Schutzpatrons der Kirche zu Pettoncourt.